# 25-та стрілецька дивізія (СРСР)
25-та стрілецька Чапаєвська ордена Леніна, Червонопрапорна дивізія — військове з'єднання РСЧА в період Громадянської війни в Росії і німецько-радянської війни.
Сформована в місті Ніколаєвськ (нині — Пугачов) із добровольців під найменуванням дивізії Ніколаєвських полків, із 21 вересня 1918 р. — 1-ша Ніколаєвська радянська піхотна дивізія, з 25 вересня 1918 — 1-ша піхотна дивізія Самари, з 19 листопада 1918 — 25-та стрілецька дивізія, з 4 жовтня 1919 — 25-та стрілецька імені В. І. Чапаєва дивізія.

## Історія

### Громадянська війна
Дивізія сформована 30 липня 1918 року в місті Ніколаєвськ (нині — Пугачов), що на Поволжі, з добровольців як дивізія Миколаївських полків. З 21 вересня 1918 року йменувалася 1-ю Миколаївською радянською піхотною дивізією, з 25 вересня 1918 року — 1-ю піхотною дивізією Самари, з 19 листопада 1918 року — 25-ю стрілецькою дивізією, з 4 жовтня 1919 року — 25-й стрілецька імені В. І. Чапаєва дивізією.
У 1918 — початку 1919 років вела бої з білочехами і уральськими білокозаками в Заволжі.
7 жовтня 1918 року звільнила Самару, 24 січня 1919 року — Уральськ, 11 березня 1919 року — Лбищенськ.
Брала участь у Бугурусланській, Белебейській і Уфимській операціях 1919 року.
5 січня 1920 року дивізія звільнила Гур'єв. У травні 1920 року у зв'язку з активізацією бойових дій на радянсько-польському фронті була перекинута на Південно-західний фронт, брала участь в Київській операції 1920 року. В серпні 1920 року «звільнила» Ковель, потім вела бої на річці Західний Буг. У жовтні 1920 — квітні 1921 років діяла проти українських повстанчих загонів.
9 полків дивізії та 25-й кавалерійський дивізіон нагороджено Почесними революційними Червоними Прапорами ВЦВК. За бойові заслуги в Громадянській війні нагороджена Почесним революційним Червоним Прапором (1928) і орденом Леніна (1933).
Влітку 1939 року під час реорганізації стрілецьких дивізій РСЧА на базі полків 25-ї стрілецької дивізії розгорнуті 116-та стрілецька дивізія, 135-та стрілецька дивізія і 147-ма стрілецька дивізія дивізії ХВО.
У вересні 1939 року дивізія брала участь у польському поході у складі військ Українського фронту (див. Золотий вересень). З квітня 1940 року дислокувалася у Запоріжжі (ОдВО). У червні-липні 1940 року брала участь у Бессарабському поході у складі 35-го корпусу 9-ї армії Південного фронту.

### Німецько-радянська війна
У діючій армії з 22.06.1941 по 30.07.1942 року.
На 22 червня 1941 року дислокувалася у Болграді (Кагулі, межа з Румунією по річці Прут) і утримувала довірений рубіж до 18 липня 1941 року, потім була вимушена відступити за Дністер. 19 серпня 1941 року включена до складу Одеського оборонного району. Із закінченням оборони Одеси однієї з останніх була евакуйована в Севастополь.
З початком оборони Севастополя займала рубіж у 3-му секторі оборони. На 25.12.1941 року дивізія займала рубіж від межі ліворуч: західний Інкерманський маяк — село Камишлі — Биюк-Отаркой, маючи у своєму складі 7117 чоловік, 145 кулеметів, 90 мінометів, 10 152-мм гармат і 122-мм гармат, 18 × 76-мм гармат, 14 × 45-мм гармат.
Дивізія обороняла Севастополь до трагічного падіння оборони. Знищена в липні 1942 року. Офіційно розформована 30 липня 1942.
Прапори дивізії були втоплені в Чорному морі.

## Підпорядкування
- 9-та окрема армія, 14-й стрілецький корпус — на 22.06.1941 року.
- Південний фронт, 9-та армія, 14-й стрілецький корпус — з 25.06.1941 року.
- Південний фронт, Одеський оборонний район, Приморська армія — з 19.08.1941 року.
- Кавказький фронт, Севастопольський оборонний район, Приморська армія — з 30.12.1941 року.
- Кримський фронт, Севастопольський оборонний район, Приморська армія — з 28.01.1942 року.
- Північно-Кавказький фронт, Севастопольський оборонний район, Приморська армія — на 01.07.1942 року.

## Склад
- 31-й Пугачовський імені Фурманова стрілецький полк
- 54-й імені Степана Разіна стрілецький полк
- 225-й Домашкинський імені М. В. Фрунзе стрілецький полк
- 287-й стрілецький полк (з 16.07.1941)
- 69-й артилерійський полк
- 99-й гаубичний артилерійський полк (до 10.05.1942)
- 164-й окремий винищувально-протитанковий дивізіон
- 193-тя зенітна батарея (323-й окремий зенітний дивізіон)
- 756-й мінометний дивізіон
- 80-й окремий розвідувальний батальйон (до 05.03.1942).
- 105-й саперний батальйон
- 52-й окремий батальйон зв'язку
- 47-й медико-санітарний батальйон
- 46-та окрема рота хімічного захисту
- 89-й автотранспортний батальйон
- 9-й дивізійний ветеринарний лазарет
- 89-та (480-та) польова хлібопекарня
- 80-та польова поштова станція
- 351-ша польова каса Держбанку

## Командири
- Захарченко Опанас Степанович (14.03.1941 — 01.09.1941), полковник
- Петров Іван Юхимович (20.08.1941 — 00.10.1941), генерал-майор
- Коломієць Трохим Калинович (13.11.1941 — 18.07.1942), генерал-майор

## Нагороди
- 0* 04.10.1919 — присвоєно ім'я В. І. Чапаєва
- ??.??.????. — нагороджена орденом Червоного Прапора
- ??.??.1933 — нагороджена орденом Леніна

## Воїни дивізії

### У Громадянську війну в Росії
- Чапаєв Василь Іванович, командир дивізії
- Фурманов Дмитро Андрійович, комісар дивізії
- Ісаєв Петро Семенович, порученець В. І. Чапаєва
- Ковпак Сидір Артемович, боєць дивізії, під час німецько-радянської війни командир партизанського з'єднання, генерал-майор, двічі Герой Радянського Союзу
- Панфілов Іван Васильович, боєць дивізії, в час німецько-радянської війни командир 316-ї стрілецької дивізії, генерал-майор, Герой Радянського Союзу
- Кутяков Іван Семенович, командир бригади дивізії, командир дивізії після загибелі В. І. Чапаєва.
- Слєпнєв Маврикій Трофимович (1896—1965), військовий інженер, пізніше льотчик Полярної авіації, один з перших Героїв Радянського Союзу
- Біляков Олександр Васильович, боєць дивізії, пізніше льотчик-штурман, учасник рекордних перельотів Москва — Петропавловськ-Камчатський — острів Удд (нині О. Чкалова) і Москва — Північний полюс — Ванкувер (США).

### У німецько-радянську війну
- Петров Іван Юхимович, командир дивізії генерал-майор. Герой Радянського Союзу. Звання присвоєне 29.05.1945 року (не у складі дивізії)
- Павличенко Людмила Михайлівна, снайпер 54-го стрілецького полку, лейтенант. Герой Радянського Союзу. Звання присвоєне 25.10.1943 року. На бойовому рахунку Павліченко Л. М. 309 ворогів.
- Онілова Ніна Андріївна (04.1921 — 08.03.1942), командир кулеметного розрахунку 54-го стрілецького полку, старший сержант. Герой Радянського Союзу. Звання присвоєне посмертно 14.05.1965 року за відвагу, виявлену в боях в лютому-березні 1942 року.

## Пам'ять
- Іменем дивізії названа вулиця в Одесі.